# Menj gördeszkázni nap
A Go Skateboarding Day (magyarul: "Menj gördeszkázni nap") a gördeszkázás nem hivatalos világnapja, melyet minden évben június 21-én tartanak meg. Az ötlet az IASC-től származik.

## Története
Az első GSD (Go Skateboarding Day) 2004-ben került megrendezésre és el is érte célját, Különleges Kongresszusi Elismerést kapott az Egyesült Államok kongresszusától a gördeszkázás sport támogatására. Az eseményt gördeszkások milliói ünnepelték világszerte. Legfőbb célja a gördeszkázást hozzáférhetőbbé tenni a világon, amit különféle rendezvényeknek (versenyeknek, felvonulásoknak stb.) nagyobb városokban történő megszervezésével érnek el világszerte. Az IASC egy rengeteg deszkás céget összefogó szervezet. A Go Skateboarding Day elnevezés egy a deszkások körében elterjedt mondatból, a "Go Skateboarding!"-ból ered, mely a gördeszkázást tiltó táblák "No Skateboarding!" feliratának átfirkálásából alakult ki.

## Menj gördeszkázni nap honlapjai
- goskateboardingday.org
- esgameofskate.com

## Lásd még
- Világnapok és nemzetközi akciónapok listája